# 首都圏第3空港構想
首都圏第3空港構想（しゅとけんだいさんくうこうこうそう）は、拡大する日本の首都圏の航空需要を満たすため、東京国際空港（羽田空港）や成田国際空港の両空港を補完する第3の空港を建設しようという構想である。
なお、調査検討途中にこの構想とは別に決定された百里基地軍民共用化の茨城空港が2010年3月11日に開港し、一部で首都圏第3空港として報道された。

## 経緯
日本国内・国外ともに旺盛な伸びを見せる航空需要によって、東京国際空港（羽田空港）や成田国際空港の容量が逼迫していることから、第六次空港整備五か年計画（1991-1995年）に組み込まれ調査事業として始まり、経済界において「首都圏新空港研究会」が設立され、新空港建設による国際線を含めた抜本的な空港容量の拡大を主張した。1996年、航空審議会答申の第七次空港整備五か年計画（1996-2000年）では首都圏第三空港を海上空港として事業着手する方針となり、1997年には七か年計画（1996-2002年）に変更され2000年9月には、政府が「首都圏第3空港調査検討会」を設け、候補地の地元からの提案などを集約しながら立地の優劣を検討することとなった。九十九里沖、木更津沖、海ほたるパーキングエリア利用、東京湾奥、中ノ瀬、本牧沖、川崎沖など15箇所の候補地が提案され、検討が開始された。
しかし、この検討に反応するかたちで、新空港を建設するよりも羽田をさらに拡張して容量を至急拡大すべきだという提案が東京都や定期航空協会等から出され、国土交通省も独自の羽田拡張案を示すなど、羽田の再拡張が有力な候補として浮上してきた。そして2002年1月に出された検討会の結論は、各候補地の基礎的な検討を行ったものの首都圏第3空港にあたる需要に対しては羽田の再拡張が妥当と結論付けられ、2010年10月から増設された4本目の滑走路が運用されている。
検討会の結論の中では、再拡張後でも需要が羽田に収まるともいえないことから、長期的には新空港としての第3空港の必要性がうたわれている。しかし、平行して茨城県では百里基地の共用化が決まり、横田基地の共用化も実現に向けて動き出したことや、「中ノ瀬」案でも滑走路一本で1.4-1.8兆円の事業費が必要で、自治体負担が前提となることもあってか、2002年10月29日、神奈川県知事、横浜市長、川崎市長の三者により「首都圏第3空港については、既存空港の活用を含めて議論を深める」ことが合意されており、横田基地の軍民共用化が支持を集め、新規の海上空港は宙に浮いているのが現状である。
技術革新によって超音速旅客機が実用化されれば、超音速旅客機の発着するスーパーハブ空港を有する都市が東アジア等の地域の主役になるといわれている。首都圏空港のハブ空港化が行われなければ、神戸港がアジアのローカル港に脱落したように、日本の国際拠点空港も同じ運命になるとの指摘もある。
経済界は、首都圏第三空港の位置づけとして当初は世界都市東京に相応しいアジア圏内一大集積化の国内、国際併用空港（国際ハブ空港）を求めていたが、現在は羽田空港完全国際24時間化を求めている。
なお、国土交通省は、2008年5月に、ビジネスジェットの専用ターミナルを首都圏の空港に設けるため、2008年度中に調査を始めることが読売新聞などの報道で明らかされたが、航空基地軍民共用化、桶川飛行場（埼玉県）や調布飛行場（東京都）などを視野に入れているとのことである。首都圏第3空港調査検討会では、首都圏第3空港として陸上に新空港を建設することや、自衛隊基地などを活用して首都圏第3空港とすることは困難と結論付けた。
また2020年の東京オリンピック開催に向けて、当時東京都知事であった猪瀬直樹は、横田基地への本格的な民間機乗り入れを検討していた。
2023年以降、新型コロナウイルスによる制限も大幅に緩和され入国者数が大幅に増えている。東京国際空港（羽田）・成田国際空港の発着枠は限界に達しており、国内便のスムーズな離着陸にも影響が出ている。
2024年1月2日には東京国際空港（羽田）にて旅客機と海上保安庁機が接触し、両機材が炎上する事故が発生した。

## 建設候補地
2003年の段階で地元等から提案された候補地は以下のとおり。
- 東京湾奥
- 京浜臨海沖
- 川崎臨海部
- 扇島
- 本牧沖
- 木更津沖
- 横須賀金田沖
- 中ノ瀬
- 海ほたるパーキングエリア利用
- 九十九里沖
- 富津北
- 富津南
- 西多摩
- 羽田空港有効利用
- 栃木市

定期航空協会と東京都の羽田再拡張案（いずれもC滑走路に平行な滑走路を建設）、国土交通省の提案（B滑走路に平行な滑走路を建設。これが最終的な結論になる）は上記の提案候補に含まれていない。
在日米軍再編に絡む横田基地の軍民共用化は「検討開始から12か月以内に終了する」という日米の合意に沿って2006年10月より検討会において協議されてきている。しかし、2007年10月半ば、日本政府関係者の報道人への発言によれば、米側は横田基地への民間機乗り入れに難色を示しており、2007年11月8日、来日中のゲーツ米国防長官と高村外相との会談において、協議の継続を求めた高村外相の要請にも難色を示された。米国防副次官は航空自衛隊の入間基地かアメリカ海軍の厚木基地の軍民共用化を逆提案している。
航空自衛隊入間基地は滑走路長2000mと、他候補地に比べて短い。その一方で松本空港、富山空港、出雲空港など滑走路長2000mの空港は多くあり、問題なく運用されている。入間基地は市街地のためそれらの空港より制限がかかるとはいえ、B737、A320、エンブラエル機材などは十分離着陸可能であろう。また、入間基地周辺の埼玉県西部・多摩地域（いわゆる武蔵野地域）は空港アクセス・新幹線駅までのアクセスともに課題がある。武蔵野地域は首都圏郊外の中で比較しても人口が多く、川越・所沢・立川・八王子などの商業拠点となる街も存在する。入間基地は以上のような武蔵野地域のほかにも、新宿・池袋をはじめとした副都心エリアへもアクセス良好である。
国家間の問題となる横田基地共用化には大きな壁がある。現状、市議会や都議会・県議会での具体的な議論は無いものの、入間基地共用化による首都圏第3空港実現を求める声もある。（詳細は入間基地ページを参照）

## 候補・提案されている飛行場
- 入間基地
- 厚木航空基地
- 百里基地/茨城空港
- 下総航空基地
- 横田基地